# Binebil
Binebil (türk. Bülbül oder auch Benabil) ist ein kleines türkisches Dorf 12 km östlich und 3/4 Stunden von Mardin entfernt. Es liegt an den südlichen Abhängen des Tur Abdin unterhalb einer etwa 200 m hohen Felswand. Oberhalb des Dorfes liegt das Felsenkloster des heiligen Stefan.

## Bevölkerung
Die 285 Einwohner dieses Dorfes sprechen großteils Mardin-Arabisch, davon waren 30 Familien bis 1980 noch christlich (syrisch-orthodox). Ihr Priester war Jakup Güney (Simon), der in Keferze (TurAbdin/Türkei) geboren wurde und 2007 in Binebil verstarb. Er wurde 1954 zum Priester geweiht, daher heißt die Dorfkirche „MorJakup“. 
Der Bürgermeister von Binebil war Yusuf Yilmaz aus der Familie „Mallo“, die reichste und wohl größte Familie von Binebil. Heute leben die Familienmitglieder verstreut in Syrien, Libanon, Belgien, Türkei und Österreich. Yusuf Yilmaz starb 2002, er hinterließ sieben Kinder in Istanbul.

## Geschichte
In byzantinischer Zeit stand hier die Festung „Benabelon“. Das aus der syrischen Kirchengeschichte bekannte Kloster Mor Stephanus, heute Ruine, befindet sich in der Nähe des Dorfes. Im 16. Jahrhundert war Benabil überwiegend christlich; seine Bevölkerung wuchs von 1518 bis 1554 um 87 auf 102 Häuser an. 
Der Ort wurde im Zusammenhang mit kopierten Handschriften und deren Kopisten mehrfach erwähnt. Als der Missionar Pany um 1895 Benabil besuchte, erlebte er einen heftigen Streit um ein Mädchen, das seinem Verlobten weggelaufen war, um einen anderen Mann zu heiraten. Nur das Machtwort des Patriarchen konnte den Streit dadurch schlichten, dass er eine größere Geldsumme an die Familie des verlassenen Bräutigams durch den jungen Ehemann zahlen ließ.

## Söhne und Töchter
- Naum Melo (* 1957), aramäischer Schriftsteller

## Kriminalität
Am 14. November 1990 wurden mehr als 100 Aramäer von kurdischen Rebellen ermordet, vier davon stammten aus Binebil (Ünal Semun, Akgül Bahhe, Sürer Yusuf und Büyükbas Celil).